# Can Paradell
Can Paradell és una casa habilitada com a botiga d'Amer (Selva) inclosa a l'Inventari del Patrimoni Arquitectònic de Catalunya.

## Descripció
Immoble de tres plantes cobert amb una teulada a dues aigües de vessants a façana. Està ubicat a la Plaça de Sant Miquel, però simultàniament fa cantonada amb el carrer Séquia.
La façana que dona a la plaça de Sant Miquel és la principal i està estructurada internament en dues crugies. La planta baixa, habilitada com a local comercial, concretament com a barberia, consta de dues obertures, a destacar especialment el portal d'arc carpanell equipat amb muntants de pedra ben treballats i escairats. Acompanya al portal una finestra rectangular amb llinda, muntants de pedra i ampit treballat.
El primer i segon pis han estat resolts partint del mateix esquema formal, que consisteix en l'aplicació de dues obertures per pis, respectivament. Les dues obertures de la dreta, són rectangulars i estan equipades amb llinda monolítica i muntants de pedra i són projectades com a balconades amb les seves respectives baranes de ferro forjat. Per la seva banda, les dues de l'esquerra, en canvi, es tracta de dues finestres quadrangulars amb llinda monolítica, muntants i ampit de pedra.
Tanca la façana en la part superior, una cornisa ornada amb un fris dentat o cassetonat.
La façana que dona al carrer Séquia és la secundària. La planta baixa recull una simple finestra rectangular amb llinda, muntants i ampit.
En el primer i segon pis trobem el mateix esquema formal, és a dir tres obertures per pis respectivament. Per una banda, tenim quatre obertures rectangulars equipades amb llinda monolítica i muntants de pedra, les quals són projectades com a balconades amb les seves respectives baranes de ferro forjat. Ara bé més que baranes hauriem de parlar d'ampits, ja que aquests sobresurten molt poc respecte el pla horitzontal de la façana. Mentre que per l'altra, tenim dues obertures rectangulars amb llinda, muntants i ampit.
Pel que fa al treball de la forja aplicat a les baranes podem afirmar a simple vista que es tracta d'un treball molt auster i poc encertat. Si establim una comparació entre les baranes de la façana de la plaça de Sant Miquel i les del carrer Séquia, observem ràpidament que aquestes últimes són les que surten pitjor parades, com així ho acredita ràpidament la manca profunditat, ja que les de la plaça de Sant Miquel tot i no disposar de cap element ornamental, com a mínim sobresurten per la seva coorporeitat i presència.
Remarca a mode d'apunt que la pedra fa poc acta de presència en ambdues façanes. En la façana que dona a la plaça de Sant Miquel la trobem concentrada en les llindes, muntants i ampits de les diverses obertures i ens els blocs cantoners de pedra que es prolonguen des de la meitat de la façana fins al coronament de l'edifici. Es tracta això si de pedra nomolítica o pedra calcària de Girona. Mentre que en la façana que dona al carrer Séquia, trobem la pedra en les llindes, muntants i ampits de les diferents obertures de les tres plantes. En aquest cas però no es tracta de pedra de Girona, sinó de pedra sorrenca.